# Denis Wiktorowitsch Kozhukhin
Denis Wiktorowitsch Kozhukhin (russisch Денис Викторович Кожухин Denis Wiktorowitsch Koschuchin, englische Transkription Denis Viktorovich Kozhukhin; * 2. Juli 1986 in Nischni Nowgorod) ist ein russischer Pianist.
Denis Kozhukhin wurde 1986 in einer Musikerfamilie in Nischni Nowgorod geboren. Bereits mit vier Jahren erhielt er von seiner Mutter Klavierunterricht. Als Junge besuchte er die Balakirev School of Music, wo er von Natalia Fish unterrichtet wurde. Von 2000 bis 2007 studierte Kozhukhin an der Escuela Superior de Música Reina Sofía in Madrid bei Dmitri Baschkirow und Claudio Martínez Mehner Klavier. Hier schloss er als Jahrgangsbester ab. Nach seinem Studium in Madrid wurde Kozhukhin an die Klavierakademie am Comer See zu Vertiefungsstudien eingeladen. Hier nahm er unter anderem Unterricht bei Fou Ts’ong, Stanislav Yudenich, Peter Frankl, Boris Berman, Charles Rosen und Andreas Staier. Er schloss sein Studium bei Kirill Gerstein an der Musikhochschule Stuttgart ab.
2006 gewann Kozhukhin den 3. Preis beim Leeds International Piano Competition,  2009 dann den ersten Preis bei The Vendôme Prize. Mit dem Ersten Preis bei der Queen Elizabeth Competition in Brüssel trat der 23-jährige Denis Kozhukhin 2010 endgültig auf die internationale Konzertbühne.
Kozhukhin gewann schnell ab 2009/2010 internationale Bekanntheit und trat bei vielen renommierten Festivals und in vielen Konzerthäusern auf, unter anderem beim Verbier Festival, wo er 2003 den Prix d’Honneur gewann, beim Progetto Martha Argerich in Lugano, in der Philharmonie Berlin, in der Philharmonie Köln, beim Klavier-Festival Ruhr, beim Rheingau Musik Festival, beim Internationalen Jerusalem Kammermusikfestival, in der Carnegie Hall, im Gewandhaus Leipzig, im Herkulessaal in München, im De Doelen Rotterdam, im Concertgebouw Amsterdam, im Auditorio Nacional de Música in Madrid, in der Accademia Nazionale di Santa Cecilia in Mailand, im Théâtre du Châtelet und im Auditorium du Louvre Paris.
Denis Kozhukhin ist bei international führenden Orchestern und Dirigenten sehr gefragt und spielte bereits mit namhaften Klangkörpern wie beispielsweise dem Concertgebouw-Orchester, dem Chicago Symphony Orchestra, der San Francisco Symphony, den Wiener Symphonikern, dem Philharmonia Orchestra und dem Philadelphia Orchestra. Gemeinsam mit Musikern des West-Eastern Divan Orchestra konzertierte Kozhukhin außerdem unter der Leitung von Daniel Barenboim bei den Salzburger Festspielen und in Buenos Aires.
Kammermusikalisch hat Kozhukhin unter anderem mit Leonidas Kavakos, Renaud und Gautier Capuçon, Janine Jansen, Vadim Repin, Julian Rachlin, Michael Barenboim, dem Jerusalem Quartet, dem Pavel Haas Quartet, Radovan Vlatković, Jörg Widmann und Alisa Weilerstein musiziert.
„Denis Kozhukhins Spiel zeichnet sich durch sein außergewöhnliches technisches Können ebenso aus wie durch seine scharfe Intelligenz, entspannte Reife und Weisheit. Kozhukhin besitzt die seltene und besondere Gabe, eine unmittelbare emotionale Verbindung zum Publikum herzustellen.“

## Trivia
Denis Kozhukhin ist „Der Mann, der für Lang Lang einspringt“. Kozhukhin vertrat 2017 spontan den chinesischen Tastengott Lang Lang beim VIII. Abonnentenkonzert der Staatskapelle im Konzerthaus Berlin unter Daniel Barenboim mit dem 1. Klavierkonzert von Rachmaninow. Zwei Jahre zuvor war Kozhukhin bei Barenboims Staatsopern-Festtagen für Martha Argerich ähnlich kurzfristig eingesprungen. Kozhukhin lebt derzeit mit seiner Frau und seinem Sohn in Berlin-Konradshöhe.